# Parc départemental du Sausset
Pour les articles homonymes, voir Sausset (homonymie).

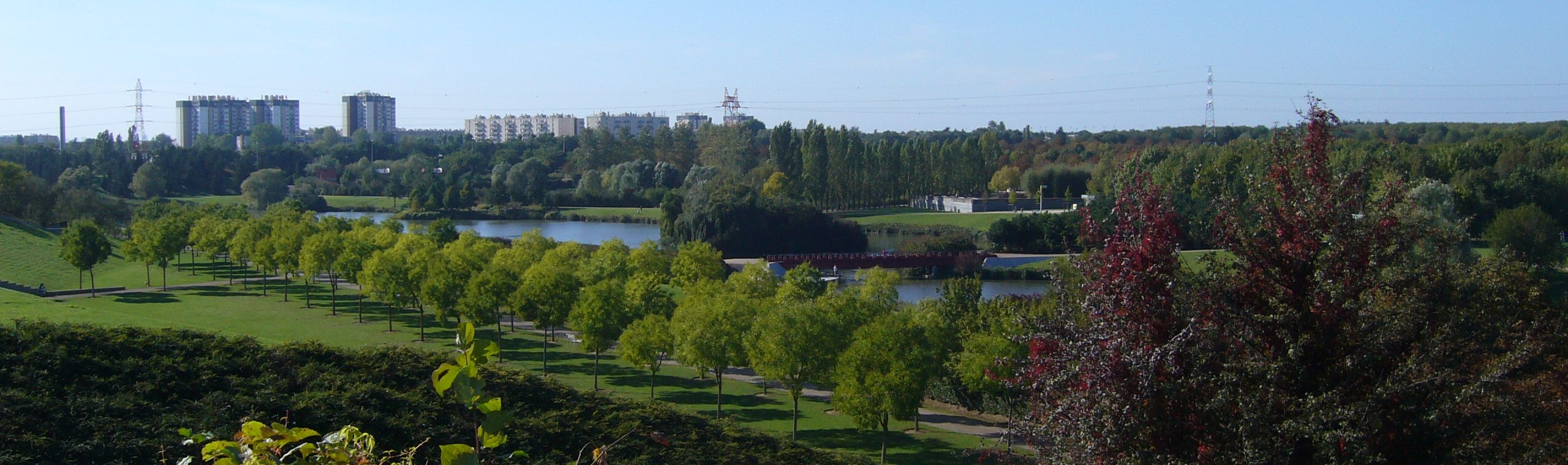
Partie du parc située sur la commune d'Aulnay-sous-Bois.

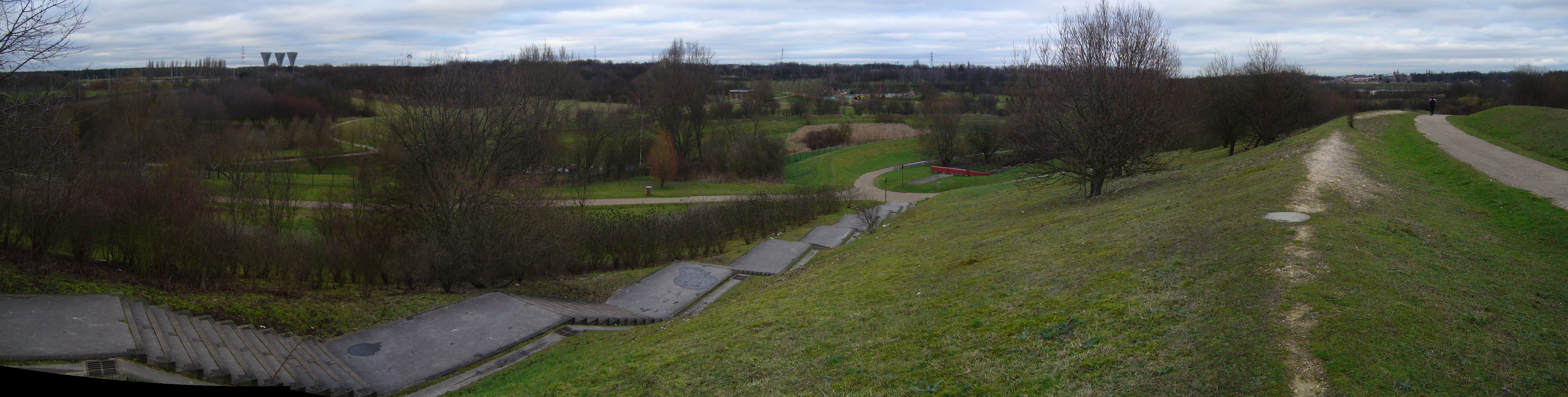
Partie du parc située sur la commune de Villepinte.

Le parc départemental du Sausset, communément appelé parc du Sausset, vient au 2e rang des espaces verts du département de la Seine-Saint-Denis par sa taille, avec une superficie de 200 ha, après le parc Georges-Valbon (350 ha).
Il forme une zone naturelle d'intérêt écologique, faunistique et floristique (ZNIEFF) de type 2, incluse, depuis le printemps 2006, dans les sites Natura 2000. Il s'étend sur deux communes : Aulnay-sous-Bois, et Villepinte.

## Histoire
Le parc du Sausset a été aménagé sur une zone autrefois vouée à la grande culture (céréales, oléagineux, pomme de terre, betterave à sucre). L'urbanisation de la partie nord du territoire d'Aulnay-sous-Bois (construction de plusieurs milliers de logements et aménagement de zones d'activités) rendait nécessaire la création d'un réseau d'assainissement et d'un bassin de retenue sur le ruisseau du Sausset, à l'amont de la ferme de Savigny, qui a alors été détruite. C'est le point de départ de la réalisation de l'étang de Savigny (5 ha), autour duquel un parc urbain de 33 ha était initialement prévu. La volonté de Georges Valbon, alors président du conseil général de la Seine-Saint-Denis, de porter à 10 % la part de la superficie du département occupée en espaces verts publics conduisit à élargir le périmètre prévu à 200 ha, afin d'en faire un parc à la fois urbain et paysager. Les premiers arbres furent plantés pendant l'hiver 1981-1982.

## Géographie et géologie
Le parc se situe à une altitude comprise entre 51 m au niveau de l'étang de Savigny, dans les « Prés carrés », et 74 m près des trois châteaux d'eau, dans la « Forêt », sur les terrains relativement plans du pays de France. Les parties les plus basses correspondent aux entailles faites par le ru du Roideau et par le ruisseau du Sausset (qui traverse le parc à ciel ouvert dans la zone du « Bocage ») et celles les plus élevées aux remblais du secteur des « Prés carrés » et du « Bocage ». 
Les principaux terrains affleurants sont formés de limons des plateaux, secondairement de marnes, de sables de Monceau et, le long du ruisseau du Sausset, de calcaires et de quelques alluvions récentes.
Il est limité par les infrastructures de transports suivantes : autoroute A104 à l'est, route nationale 2 au sud, D401 (avenue Raoul Duffy) à l'ouest et D40 au nord. Le parc est traversé par une ligne électrique à très haute tension et par la voie de RER B (branche B3) et est desservi par la gare de Villepinte. Il est bordé par les quartiers de « La Rose des Vents » et du « Gros Saule », ainsi que par la zone d'activités de la Croix-Saint-Marc et les anciennes usines Citroën à Aulnay-sous-Bois, par le centre hospitalier Robert-Ballanger, le quartier de la « Haie-Bertrand » et le parc d'activités Paris-Nord 2 à Villepinte.

## Fréquentation
Le parc accueille 1,2 million de visiteurs par an dans les années 2000.

## Composition
- 110 000 arbres plantés (chênes, hêtres, pins, charmes, lauriers et frênes, notamment)
- Un plan d'eau principal, l'étang de Savigny (5 ha), et un marais de 2 ha
- Pelouses et prairies (110 ha), dont des espaces à vocation agricole (pâturage extensif, vignoble)
- Quatre zones : les « Prés carrés », le « Bocage », le « Puits d'Enfer » et la « Forêt »
- Maison du Parc (expositions, animations)